# Grits

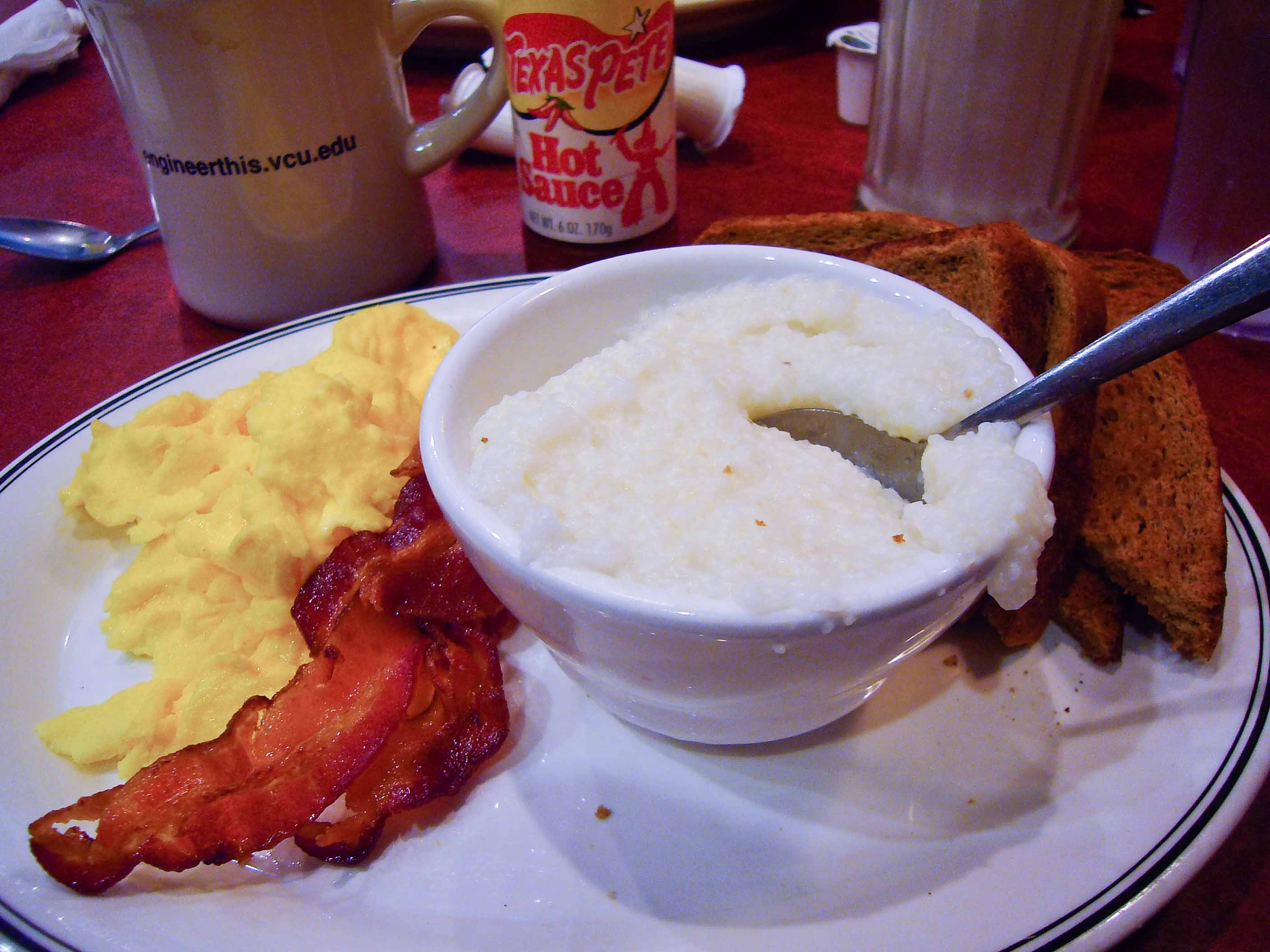
Un bol de grits sur une assiette de petit déjeuner à Richmond en Virginie.

Le ou les grits (appelé le gru en Louisiane) est une préparation culinaire, d'origine autochtone, à base de maïs moulu (une sorte de gruau), très couramment consommée au petit déjeuner dans le sud des États-Unis. Aujourd'hui le grits est élaboré à partir de maïs séché, traité à l'aide d'une solution alcaline (le lessi), connu sous le nom de hominy.

## Étymologie
Le mot « grits » vient du vieil anglais « grytt », qui désigne une céréale grossièrement moulue. Ce mot fait alors référence à un porridge, aujourd'hui nommé groats (gruau en français) dans certaines régions du Royaume-Uni. Grits est à la fois un nom singulier et pluriel. Historiquement, dans le sud des États-Unis, il était invariablement singulier nonobstant sa forme plurielle, comme celle d'autres aliments tels que « spaghetti » ou « linguine ». Parfois, le grits est appelé  sofkee ou sofkey (d'après un mot muscogee),.

## Origines
Le grits trouve son origine dans la préparation du maïs par les Autochtones. Traditionnellement, la semoule du grits est réalisée par un moulin en pierre qui broie le maïs. On tamise ensuite et la poudre la plus fine est utilisée comme farine, alors que la plus grossière est destinée au grits. Les trois-quarts du grits vendus aux États-Unis le sont dans le Sud, dans une zone qui s'étend du Texas à la Virginie, parfois appelée la « ceinture de grits ». En 2002, la Géorgie a déclaré le grits comme préparation culinaire officielle de l'État.